# 切爾斯基山脈 (貝加爾湖)
切爾斯基山脈是俄羅斯的山脈，由外貝加爾邊疆區負責管轄，位於雅布洛諾夫山脈和道爾斯基山脈之間，全長約650公里，海拔高度1400至1500米，最高點海拔高度1,644米。